# Мота Сант'Анастазия
Мо̀та Сант'Анаста̀зия (на италиански и на сицилиански Motta Sant'Anastasia) е град и община в Южна Италия, провинция Катания, автономен регион и остров Сицилия. Разположен е на 275 m надморска височина. Населението на общината е 11 924 души (към 2010 г.).